# (181871) 1999 CO153
(181871) 1999 CO153 est un objet transneptunien  en résonance 4:7 avec Neptune.

## Caractéristiques
1999 CO153 mesure environ 146 km de diamètre.

## Orbite
L'orbite de 1999 CO153 possède un demi-grand axe de 43,665 ua et une période orbitale d'environ 289 ans. Son périhélie l'amène à 39,875 ua du Soleil et son aphélie l'en éloigne de 47,455 ua. Il possède une résonance 4:7 avec Neptune.

## Découverte
1999 CO153 a été découvert le 12 février 1999.